# Dominik Roels
Dominik Roels (Colonia, 21 de enero de 1987) es un ciclista alemán que fue profesional entre 2007 y 2010.

## Biografía
Roels fue el corredor más activo de la Vuelta a España 2010, después de haber formado parte de cinco escapada aunque sin frutos. La última de estas escapadas fue en la última etapa con final en Madrid.[cita requerida]

## Palmarés
2016
- 1 etapa del Tour de Senegal[1]

## Resultados en Grandes Vueltas
| Carrera | Carrera         | 2007 | 2008 | 2009 | 2010  |
| ------- | --------------- | ---- | ---- | ---- | ----- |
|         | Giro de Italia  | —    | —    | —    | Ab.   |
|         | Tour de Francia | —    | —    | —    | —     |
|         | Vuelta a España | —    | —    | 83.º | 119.º |

―: no participa
Ab.: abandono